# Aeroportul Nukutavake
Aeroportul Nukutavake (IATA: NUK, ICAO: NTGW) este un aeroport din Nukutavake⁠(d), Nukutavake⁠(d), Polinezia Franceză, Franța ce deservește zona Nukutavake⁠(d). Aeroportul a fost tranzitat în 2022 de 1.196 de pasageri. A fost deschis în 1981 și numit după zona deservită.
Situat la o altitudine de 5 m, aeroportul dispune de o singură pistă.